# Epidola
Epidola is een geslacht van vlinders van de familie tastermotten (Gelechiidae).

## Soorten
- E. barcinonella Millière, 1867
- E. grisea Amsel, 1942
- E. lilyella Lucas, 1945
- E. melitensis Amsel, 1955
- E. nuraghella Hartig, 1939
- E. semitica Amsel, 1942
- E. stigma Staudinger, 1859